# Giải đua ô tô Công thức 1 Anh 2006
Giải đua ô tô Công thức 1 Anh năm 2006 là chặng đua thứ tám của giải vô địch thế giới Công thức 1 năm 2006. Giải được tổ chức vào ngày 11 tháng 6 năm 2006.

## Xếp hạng chi tiết
| TT      | Tên                  | Đội đua             | Thời gian                 | Điểm |
| ------- | -------------------- | ------------------- | ------------------------- | ---- |
| 1       | Fernando Alonso      | Renault             | 1 giờ 25 phút 51,927 giây | 10   |
| 2       | Michael Schumacher   | Ferrari             | +13,9 giây                | 8    |
| 3       | Kimi Raikkonen       | McLaren             | +52,2 giây                | 6    |
| 4       | Giancarlo Fisichella | Renault             | +53,5 giây                | 5    |
| 5       | Felipe Massa         | Ferrari             | +31,5 giây                | 4    |
| 6       | Juan Pablo Montoya   | McLaren             | +64,7 giây                | 3    |
| 7       | Nick Heidfeld        | BMW                 | +71,6 giây                | 2    |
| 8       | Jacques Villeneuve   | BMW                 | +78,3 giây                | 1    |
| 9       | Nico Rosberg         | Williams            | +79,0 giây                |      |
| 10      | Rubens Barrichello   | BAR Honda           | +1 vòng                   |      |
| 11      | Jarno Trulli         | Toyota              | +1 vòng                   |      |
| 12      | David Coulthard      | Red Bull            | +1 vòng                   |      |
| 13      | Vitantonio Liuzzi    | Scuderia Toro Rosso | +1 vòng                   |      |
| 14      | Christian Klien      | Red Bull            | +1 vòng                   |      |
| 15      | Christijan Albers    | Midland             | +1 vòng                   |      |
| 16      | Tiago Monteiro       | Midland             | +2 vòng                   |      |
| 17      | Takuma Sato          | Super Aguri         | +3 vòng                   |      |
| 18      | Franck Montagny      | Super Aguri         | vòng 56                   |      |
| bỏ cuộc | Jenson Button        | BAR Honda           | vòng 8                    |      |
| bỏ cuộc | Scott Speed          | Scuderia Toro Rosso | vòng 1                    |      |
| bỏ cuộc | Ralf Schumacher      | Toyota              | vòng 0                    |      |
| bỏ cuộc | Mark Webber          | Williams            | vòng 0                    |      |